# 日講起居注官
日講起居注官，是清代起居注館之專職記注官。掌記載皇帝言行及修起居注。
康熙九年(1670年)設起居注館，以日講官兼充起居注官，故名。日講很少舉行，日講官遂為專職記注官，「日講」僅成其例帶之虛銜。額設滿十人、漢十二人，除翰林院掌院學士和詹事府詹事照例兼充外，余由翰、詹各官內簡充。凡皇帝坐朝或舉行典禮、祭祀，記注官皆輪班侍值，出行則請旨扈從，退而記載。編成之起居注每年底進呈，發下後送內閣存儲，副本留翰林院。